# Maison de Ponthieu
 (juillet 2023).
Si vous disposez d'ouvrages ou d'articles de référence ou si vous connaissez des sites web de qualité traitant du thème abordé ici, merci de compléter l'article en donnant les références utiles à sa vérifiabilité et en les liant à la section « Notes et références ».
La Maison de Ponthieu est une famille noble de Picardie qui apparut au IXe siècle et dont les possessions s'étendaient sur le territoire du Ponthieu, du comté de Montreuil et sur une partie de la Normandie (région d'Aumale). Cette maison s'est éteinte au XIIe siècle.

## Histoire des comtes de Ponthieu
Le Ponthieu semble être à l'origine une marche créée pour défendre la Picardie contre les vikings. Le premier bénéficiaire fut Angilbert, fidèle de Charlemagne, qui devint également avoué de Saint-Riquier afin de pouvoir financer les mesures et les troupes chargées d'assurer la sécurité de la Picardie. Après avoir été confiées à plusieurs seigneurs, ces charges revinrent au roi de France par le mariage de Rozala d'Italie avec le futur Robert II le Pieux. Hugues Capet, le père de Robert, réunit Montreuil au domaine royal et donna l'avouerie de Saint-Riquier et le Ponthieu à Hugues, un de ses fidèles.

## Maison de Ponthieu
La famille apparaît avec Hugues Ier de Ponthieu, mort le 4 juillet 1000, chevalier et fidèle d'Hugues Capet, à qui ce dernier donna la main de sa fille Gisèle, puis la châtellenie d'Abbeville, des terres en Ponthieu et les charges d'avoué de Saint-Riquier et de Forest-Montiers.
La famille d'Hugues n'est pas connue. On peut cependant remarquer que, dès 984 et peut-être même avant 980, un Enguerrand vivait à l'abbaye de Saint-Riquier comme moine, puis comme abbé, de 1017 à 1045. Cet Enguerrand avait un frère nommé Guy qui était abbé de Forest. Or ces prénoms d'Enguerrand et de Guy se retrouvent fréquemment dans la descendance d'Hugues, ce qui semble montrer que les deux abbés Enguerrand et Guy pourraient être frères d'Hugues. Le prénom Enguerrand étant particulièrement répandu dans le nord de la France, on en déduit une originaire locale. Peut-être descendent-ils des deux Enguerrand, comtes de Hainaut et fidèles des rois de Francie Occidentale.
Enguerrand Ier, le fils aîné d'Hugues Ier, tua le comte Baudouin II de Boulogne et en épousa la veuve, Adélaïde de Frise. Pour ne pas être d'un statut inférieur à sa femme, il prit alors le titre de comte de Ponthieu, qu'il transmit à ses descendants, bien que n'étant pas issus d'Adélaïde. À la fin de sa vie, et pour ne pas être victime d'une politique d'alliance entre ses voisins le duc de Normandie et le comte de Flandre, il se rapprocha de la Normandie. Son frère Guy, abbé de Saint-Riquier, serait selon certains auteurs du XIXe la tige de la maison d'Abbeville, sans toutefois que les études récentes aient permis de le confirmer.
Son fils Hugues II, seigneur d'Aumale par mariage, continua cette politique d'alliance avec le normand, mariant son fils aîné Enguerrand avec une sœur de Guillaume le Conquérant et sa fille avec Guillaume d'Arques, oncle du conquérant.
Mais la révolte de Guillaume d'Arques contre son neveu plaça Enguerrand II dans une position délicate, obligé de choisir un camp et de soutenir l'un de ses beaux-frères contre l'autre. Il choisit Guillaume d'Arques et fut tué en 1053 pendant un affrontement. Pour le venger, son frère Guy Ier s'allia aux ennemis du duc et fut capturé à la bataille de Mortemer. Retenu prisonnier à Bayeux pendant deux ans, il fut obligé de renoncer à Aumale et de se reconnaitre le vassal de la Normandie pour le comté de Ponthieu.
Guy eut un fils, Enguerrand et plusieurs filles. Après la mort d'Enguerrand, survenue vers 1080, Guillaume le Conquérant décida de resserrer les liens entre le Ponthieu et la Normandie en négociant le mariage d'Agnès de Ponthieu, fille et héritière de Guy Ier avec un de ses fidèles, Robert II de Bellême.
À la suite de la confiscation royale de Louis XI, la branche cadette a porté le titre de Sénéchal héréditaire de Ponthieu,  issue de la tige des Seigneurs de Maisnière  fondé par Gui de Ponthieu puis de Tilloy fondée par Gilles de Belleval de Tilloy né en 1519, et toujours existante au XXIième Siècle, représentée par le descendant des seigneurs de Wattebléry. Cette branche ayant pris le titre de marquis de Belleval en 1135. Jean de Belleval a épousé Marie de Fricamps prenant alors les armoiries de la famille de Fricamp, selon le nobiliaire du Ponthieu.

## Généalogie
|                       |                       |                       |                       |                       |                       |  |  |                                           |                                           |                                           |                                           |                                           |                                           |  |  |                                      |                                      |                                      |                                      |                                      |                                      |  |  | Hugues Capet roi de France                |                                           |                                           |                                           |                                           |                                           |  |  |                                          |                                          |                                          |                                          |                                          |                                          |  |  |                                  |                                  |                                  |                                  |                                  |                                  |  |  |                             |                             |                             |                             |                             |                             |  |  |
|                       |                       |                       |                       |                       |                       |  |  |                                           |                                           |                                           |                                           |                                           |                                           |  |  |                                      |                                      |                                      |                                      |                                      |                                      |  |  |                                           |                                           |                                           |                                           |                                           |                                           |  |  |                                          |                                          |                                          |                                          |                                          |                                          |  |  |                                  |                                  |                                  |                                  |                                  |                                  |  |  |                             |                             |                             |                             |                             |                             |  |  |
|                       |                       |                       |                       |                       |                       |  |  |                                           |                                           |                                           |                                           |                                           |                                           |  |  |                                      |                                      |                                      |                                      |                                      |                                      |  |  |                                           |                                           |                                           |                                           |                                           |                                           |  |  |                                          |                                          |                                          |                                          |                                          |                                          |  |  |                                  |                                  |                                  |                                  |                                  |                                  |  |  |                             |                             |                             |                             |                             |                             |  |  |
|                       |                       |                       |                       |                       |                       |  |  |                                           |                                           |                                           |                                           |                                           |                                           |  |  |                                      |                                      |                                      |                                      |                                      |                                      |  |  | Gisèle ou Gisla                           | Gisèle ou Gisla                           | Gisèle ou Gisla                           | Gisèle ou Gisla                           | Gisèle ou Gisla                           | Gisèle ou Gisla                           |  |  | Hugues Ier seigneur de Ponthieu († 1000) | Hugues Ier seigneur de Ponthieu († 1000) | Hugues Ier seigneur de Ponthieu († 1000) | Hugues Ier seigneur de Ponthieu († 1000) | Hugues Ier seigneur de Ponthieu († 1000) | Hugues Ier seigneur de Ponthieu († 1000) |  |  | Enguerrand abbé de Saint-Riquier | Enguerrand abbé de Saint-Riquier | Enguerrand abbé de Saint-Riquier | Enguerrand abbé de Saint-Riquier | Enguerrand abbé de Saint-Riquier | Enguerrand abbé de Saint-Riquier |  |  | Guy abbé de Forest-Montiers | Guy abbé de Forest-Montiers | Guy abbé de Forest-Montiers | Guy abbé de Forest-Montiers | Guy abbé de Forest-Montiers | Guy abbé de Forest-Montiers |  |  |
|                       |                       |                       |                       |                       |                       |  |  |                                           |                                           |                                           |                                           |                                           |                                           |  |  |                                      |                                      |                                      |                                      |                                      |                                      |  |  | Gisèle ou Gisla                           | Gisèle ou Gisla                           | Gisèle ou Gisla                           | Gisèle ou Gisla                           | Gisèle ou Gisla                           | Gisèle ou Gisla                           |  |  | Hugues Ier seigneur de Ponthieu († 1000) | Hugues Ier seigneur de Ponthieu († 1000) | Hugues Ier seigneur de Ponthieu († 1000) | Hugues Ier seigneur de Ponthieu († 1000) | Hugues Ier seigneur de Ponthieu († 1000) | Hugues Ier seigneur de Ponthieu († 1000) |  |  | Enguerrand abbé de Saint-Riquier | Enguerrand abbé de Saint-Riquier | Enguerrand abbé de Saint-Riquier | Enguerrand abbé de Saint-Riquier | Enguerrand abbé de Saint-Riquier | Enguerrand abbé de Saint-Riquier |  |  | Guy abbé de Forest-Montiers | Guy abbé de Forest-Montiers | Guy abbé de Forest-Montiers | Guy abbé de Forest-Montiers | Guy abbé de Forest-Montiers | Guy abbé de Forest-Montiers |  |  |
|                       |                       |                       |                       |                       |                       |  |  |                                           |                                           |                                           |                                           |                                           |                                           |  |  |                                      |                                      |                                      |                                      |                                      |                                      |  |  |                                           |                                           |                                           |                                           |                                           |                                           |  |  |                                          |                                          |                                          |                                          |                                          |                                          |  |  |                                  |                                  |                                  |                                  |                                  |                                  |  |  |                             |                             |                             |                             |                             |                             |  |  |
|                       |                       |                       |                       |                       |                       |  |  |                                           |                                           |                                           |                                           |                                           |                                           |  |  |                                      |                                      |                                      |                                      |                                      |                                      |  |  |                                           |                                           |                                           |                                           |                                           |                                           |  |  |                                          |                                          |                                          |                                          |                                          |                                          |  |  |                                  |                                  |                                  |                                  |                                  |                                  |  |  |                             |                             |                             |                             |                             |                             |  |  |
|                       |                       |                       |                       |                       |                       |  |  |                                           |                                           |                                           |                                           |                                           |                                           |  |  | Ne (de Vexin ?)                      | Ne (de Vexin ?)                      | Ne (de Vexin ?)                      | Ne (de Vexin ?)                      | Ne (de Vexin ?)                      | Ne (de Vexin ?)                      |  |  | Enguerrand Ier comte de Ponthieu († 1045) | Enguerrand Ier comte de Ponthieu († 1045) | Enguerrand Ier comte de Ponthieu († 1045) | Enguerrand Ier comte de Ponthieu († 1045) | Enguerrand Ier comte de Ponthieu († 1045) | Enguerrand Ier comte de Ponthieu († 1045) |  |  | Adélaïde de Frise                        | Adélaïde de Frise                        | Adélaïde de Frise                        | Adélaïde de Frise                        | Adélaïde de Frise                        | Adélaïde de Frise                        |  |  | Guy abbé de Saint-Riquier        | Guy abbé de Saint-Riquier        | Guy abbé de Saint-Riquier        | Guy abbé de Saint-Riquier        | Guy abbé de Saint-Riquier        | Guy abbé de Saint-Riquier        |  |  |                             |                             |                             |                             |                             |                             |  |  |
|                       |                       |                       |                       |                       |                       |  |  |                                           |                                           |                                           |                                           |                                           |                                           |  |  | Ne (de Vexin ?)                      | Ne (de Vexin ?)                      | Ne (de Vexin ?)                      | Ne (de Vexin ?)                      | Ne (de Vexin ?)                      | Ne (de Vexin ?)                      |  |  | Enguerrand Ier comte de Ponthieu († 1045) | Enguerrand Ier comte de Ponthieu († 1045) | Enguerrand Ier comte de Ponthieu († 1045) | Enguerrand Ier comte de Ponthieu († 1045) | Enguerrand Ier comte de Ponthieu († 1045) | Enguerrand Ier comte de Ponthieu († 1045) |  |  | Adélaïde de Frise                        | Adélaïde de Frise                        | Adélaïde de Frise                        | Adélaïde de Frise                        | Adélaïde de Frise                        | Adélaïde de Frise                        |  |  | Guy abbé de Saint-Riquier        | Guy abbé de Saint-Riquier        | Guy abbé de Saint-Riquier        | Guy abbé de Saint-Riquier        | Guy abbé de Saint-Riquier        | Guy abbé de Saint-Riquier        |  |  |                             |                             |                             |                             |                             |                             |  |  |
|                       |                       |                       |                       |                       |                       |  |  |                                           |                                           |                                           |                                           |                                           |                                           |  |  |                                      |                                      |                                      |                                      |                                      |                                      |  |  |                                           |                                           |                                           |                                           |                                           |                                           |  |  |                                          |                                          |                                          |                                          |                                          |                                          |  |  |                                  |                                  |                                  |                                  |                                  |                                  |  |  |                             |                             |                             |                             |                             |                             |  |  |
|                       |                       |                       |                       |                       |                       |  |  |                                           |                                           |                                           |                                           |                                           |                                           |  |  |                                      |                                      |                                      |                                      |                                      |                                      |  |  |                                           |                                           |                                           |                                           |                                           |                                           |  |  |                                          |                                          |                                          |                                          |                                          |                                          |  |  |                                  |                                  |                                  |                                  |                                  |                                  |  |  |                             |                             |                             |                             |                             |                             |  |  |
|                       |                       |                       |                       |                       |                       |  |  | Berthe d'Aumale                           | Berthe d'Aumale                           | Berthe d'Aumale                           | Berthe d'Aumale                           | Berthe d'Aumale                           | Berthe d'Aumale                           |  |  | Hugues II comte de Ponthieu († 1052) | Hugues II comte de Ponthieu († 1052) | Hugues II comte de Ponthieu († 1052) | Hugues II comte de Ponthieu († 1052) | Hugues II comte de Ponthieu († 1052) | Hugues II comte de Ponthieu († 1052) |  |  | Foulque abbé de Saint-Riquier             | Foulque abbé de Saint-Riquier             | Foulque abbé de Saint-Riquier             | Foulque abbé de Saint-Riquier             | Foulque abbé de Saint-Riquier             | Foulque abbé de Saint-Riquier             |  |  | Guy évêque d'Amiens († 1075)             | Guy évêque d'Amiens († 1075)             | Guy évêque d'Amiens († 1075)             | Guy évêque d'Amiens († 1075)             | Guy évêque d'Amiens († 1075)             | Guy évêque d'Amiens († 1075)             |  |  |                                  |                                  |                                  |                                  |                                  |                                  |  |  |                             |                             |                             |                             |                             |                             |  |  |
|                       |                       |                       |                       |                       |                       |  |  | Berthe d'Aumale                           | Berthe d'Aumale                           | Berthe d'Aumale                           | Berthe d'Aumale                           | Berthe d'Aumale                           | Berthe d'Aumale                           |  |  | Hugues II comte de Ponthieu († 1052) | Hugues II comte de Ponthieu († 1052) | Hugues II comte de Ponthieu († 1052) | Hugues II comte de Ponthieu († 1052) | Hugues II comte de Ponthieu († 1052) | Hugues II comte de Ponthieu († 1052) |  |  | Foulque abbé de Saint-Riquier             | Foulque abbé de Saint-Riquier             | Foulque abbé de Saint-Riquier             | Foulque abbé de Saint-Riquier             | Foulque abbé de Saint-Riquier             | Foulque abbé de Saint-Riquier             |  |  | Guy évêque d'Amiens († 1075)             | Guy évêque d'Amiens († 1075)             | Guy évêque d'Amiens († 1075)             | Guy évêque d'Amiens († 1075)             | Guy évêque d'Amiens († 1075)             | Guy évêque d'Amiens († 1075)             |  |  |                                  |                                  |                                  |                                  |                                  |                                  |  |  |                             |                             |                             |                             |                             |                             |  |  |
|                       |                       |                       |                       |                       |                       |  |  |                                           |                                           |                                           |                                           |                                           |                                           |  |  |                                      |                                      |                                      |                                      |                                      |                                      |  |  |                                           |                                           |                                           |                                           |                                           |                                           |  |  |                                          |                                          |                                          |                                          |                                          |                                          |  |  |                                  |                                  |                                  |                                  |                                  |                                  |  |  |                             |                             |                             |                             |                             |                             |  |  |
|                       |                       |                       |                       |                       |                       |  |  |                                           |                                           |                                           |                                           |                                           |                                           |  |  |                                      |                                      |                                      |                                      |                                      |                                      |  |  |                                           |                                           |                                           |                                           |                                           |                                           |  |  |                                          |                                          |                                          |                                          |                                          |                                          |  |  |                                  |                                  |                                  |                                  |                                  |                                  |  |  |                             |                             |                             |                             |                             |                             |  |  |
| Adélaïde de Normandie | Adélaïde de Normandie | Adélaïde de Normandie | Adélaïde de Normandie | Adélaïde de Normandie | Adélaïde de Normandie |  |  | Enguerrand II comte de Ponthieu († 1053)  | Enguerrand II comte de Ponthieu († 1053)  | Enguerrand II comte de Ponthieu († 1053)  | Enguerrand II comte de Ponthieu († 1053)  | Enguerrand II comte de Ponthieu († 1053)  | Enguerrand II comte de Ponthieu († 1053)  |  |  | Guy Ier comte de Ponthieu († 1100)   | Guy Ier comte de Ponthieu († 1100)   | Guy Ier comte de Ponthieu († 1100)   | Guy Ier comte de Ponthieu († 1100)   | Guy Ier comte de Ponthieu († 1100)   | Guy Ier comte de Ponthieu († 1100)   |  |  | Hugues (?) vivant 1066                    | Hugues (?) vivant 1066                    | Hugues (?) vivant 1066                    | Hugues (?) vivant 1066                    | Hugues (?) vivant 1066                    | Hugues (?) vivant 1066                    |  |  | Galéran (?) († 1054)                     | Galéran (?) († 1054)                     | Galéran (?) († 1054)                     | Galéran (?) († 1054)                     | Galéran (?) († 1054)                     | Galéran (?) († 1054)                     |  |  | Ne x Guillaume comte d'Arques    | Ne x Guillaume comte d'Arques    | Ne x Guillaume comte d'Arques    | Ne x Guillaume comte d'Arques    | Ne x Guillaume comte d'Arques    | Ne x Guillaume comte d'Arques    |  |  |                             |                             |                             |                             |                             |                             |  |  |
| Adélaïde de Normandie | Adélaïde de Normandie | Adélaïde de Normandie | Adélaïde de Normandie | Adélaïde de Normandie | Adélaïde de Normandie |  |  | Enguerrand II comte de Ponthieu († 1053)  | Enguerrand II comte de Ponthieu († 1053)  | Enguerrand II comte de Ponthieu († 1053)  | Enguerrand II comte de Ponthieu († 1053)  | Enguerrand II comte de Ponthieu († 1053)  | Enguerrand II comte de Ponthieu († 1053)  |  |  | Guy Ier comte de Ponthieu († 1100)   | Guy Ier comte de Ponthieu († 1100)   | Guy Ier comte de Ponthieu († 1100)   | Guy Ier comte de Ponthieu († 1100)   | Guy Ier comte de Ponthieu († 1100)   | Guy Ier comte de Ponthieu († 1100)   |  |  | Hugues (?) vivant 1066                    | Hugues (?) vivant 1066                    | Hugues (?) vivant 1066                    | Hugues (?) vivant 1066                    | Hugues (?) vivant 1066                    | Hugues (?) vivant 1066                    |  |  | Galéran (?) († 1054)                     | Galéran (?) († 1054)                     | Galéran (?) († 1054)                     | Galéran (?) († 1054)                     | Galéran (?) († 1054)                     | Galéran (?) († 1054)                     |  |  | Ne x Guillaume comte d'Arques    | Ne x Guillaume comte d'Arques    | Ne x Guillaume comte d'Arques    | Ne x Guillaume comte d'Arques    | Ne x Guillaume comte d'Arques    | Ne x Guillaume comte d'Arques    |  |  |                             |                             |                             |                             |                             |                             |  |  |
|                       |                       |                       |                       |                       |                       |  |  |                                           |                                           |                                           |                                           |                                           |                                           |  |  |                                      |                                      |                                      |                                      |                                      |                                      |  |  |                                           |                                           |                                           |                                           |                                           |                                           |  |  |                                          |                                          |                                          |                                          |                                          |                                          |  |  |                                  |                                  |                                  |                                  |                                  |                                  |  |  |                             |                             |                             |                             |                             |                             |  |  |
|                       |                       |                       |                       |                       |                       |  |  |                                           |                                           |                                           |                                           |                                           |                                           |  |  |                                      |                                      |                                      |                                      |                                      |                                      |  |  |                                           |                                           |                                           |                                           |                                           |                                           |  |  |                                          |                                          |                                          |                                          |                                          |                                          |  |  |                                  |                                  |                                  |                                  |                                  |                                  |  |  |                             |                             |                             |                             |                             |                             |  |  |
| Adélaïde              | Adélaïde              | Adélaïde              | Adélaïde              | Adélaïde              | Adélaïde              |  |  | Hélissende x Hugues II comte de Saint-Pol | Hélissende x Hugues II comte de Saint-Pol | Hélissende x Hugues II comte de Saint-Pol | Hélissende x Hugues II comte de Saint-Pol | Hélissende x Hugues II comte de Saint-Pol | Hélissende x Hugues II comte de Saint-Pol |  |  | Enguerrand                           | Enguerrand                           | Enguerrand                           | Enguerrand                           | Enguerrand                           | Enguerrand                           |  |  | Agnès x Robert II de Bellême              | Agnès x Robert II de Bellême              | Agnès x Robert II de Bellême              | Agnès x Robert II de Bellême              | Agnès x Robert II de Bellême              | Agnès x Robert II de Bellême              |  |  | Anne, Ida et Mathilde                    | Anne, Ida et Mathilde                    | Anne, Ida et Mathilde                    | Anne, Ida et Mathilde                    | Anne, Ida et Mathilde                    | Anne, Ida et Mathilde                    |  |  |                                  |                                  |                                  |                                  |                                  |                                  |  |  |                             |                             |                             |                             |                             |                             |  |  |